# Pierre Gauthier (voile)
Pour les articles homonymes, voir Pierre Gauthier.
Pierre Gautier est un skipper français né le 21 janvier 1879 à Paris.

## Biographie
Pierre Gautier participe en 8 m JI aux Jeux olympiques d'été de 1924 et remporte sur le Namoussa la médaille de bronze olympique, en compagnie de Louis Breguet, Robert Girardet, André Guerrier et Georges Mollard.